# 顾志方
顾志方（1927年—1987年5月7日），中华人民共和国政治人物、外交官。
顾志方是上海人，1950年1月参加革命，1956年3月加入中国共产党。先后在中国驻埃及、也门、乌干达、圭亚那、斐济等大使馆担任随员、三秘、二秘、参赞等职务。1986年，接替李颉，担任中华人民共和国驻巴巴多斯大使。1987年5月7日（北京时间），顾志方在巴巴多斯首都布里奇顿去世，享年59岁。